# Lísková (Praha)
Lísková je ulice v katastrálním území Hloubětín na Praze 9, která začíná na Čelákovické a má slepé zakončení.
Ulice vznikla a byla pojmenována v roce 1975. Nazvána je podle dřeviny lísky z čeledi břízovitých, původně řazené do čeledi lískovitých. Patří do velké skupiny hloubětínských ulic pojmenovaných podle stromů a jejich plodů jako Švestková, Mandloňová, Smrková a další.
Úzká ulice nemá chodník. Na sever od ulice je svah, nad nímž vede železniční trať Praha – Česká Třebová (010, respektive 011). Na jižní straně jsou zahrady s rekreačními objekty, případně rodinnými domy.